# Agustín Curruhinca
Agustín Alejandro Curruhinca (Viedma, Argentina; 6 de enero de 2000) es un futbolista argentino. Juega de extremo y su equipo actual es el Club Olimpo de la Primera B Nacional, a préstamo desde el Club Atlético Huracán.

## Trayectoria
Formado en las inferiores del Club Atlético Huracán, Curruhinca debutó en el primer equipo el 23 de noviembre de 2019 en el empate 1-1 ante Central Córdoba por la Primera División.
En noviembre de 2022, el jugador fue detenido por un intento de robo con un cuchillo a un conductor de Uber. Tras el incidente, fue separado del plantel.
Para la temporada 2023, Curruhinca fue cedido al Nueva Chicago de la Primera B Nacional.

## Selección nacional
Fue citado a la selección sub-20 de Argentina.

## Estadísticas
Actualizado al último partido disputado el 4 de febrero de 2023.
| Club                    | Div.          | Temporada     | Liga  | Liga  | Copas nacionales | Copas nacionales | Copas internacionales | Copas internacionales | Total | Total |
| Club                    | Div.          | Temporada     | Part. | Goles | Part.            | Goles            | Part.                 | Goles                 | Part. | Goles |
| ----------------------- | ------------- | ------------- | ----- | ----- | ---------------- | ---------------- | --------------------- | --------------------- | ----- | ----- |
| Huracán Argentina       | 1.ª           | 2019-20       | 6     | 0     | 1                | 0                | —                     | —                     | 7     | 0     |
| Huracán Argentina       | 1.ª           | 2020-21       | 1     | 0     | 1                | 0                | 0                     | 0                     | 2     | 0     |
| Huracán Argentina       | 1.ª           | 2021          | 1     | 0     | 0                | 0                | —                     | —                     | 1     | 0     |
| Huracán Argentina       | 1.ª           | 2022          | 11    | 0     | 0                | 0                | —                     | —                     | 11    | 0     |
| Huracán Argentina       | Total club    | Total club    | 19    | 0     | 2                | 0                | 0                     | 0                     | 21    | 0     |
| Nueva Chicago Argentina | 2.ª           | 2023          | 1     | 0     | 0                | 0                | —                     | —                     | 1     | 0     |
| Nueva Chicago Argentina | Total club    | Total club    | 1     | 0     | 0                | 0                | 0                     | 0                     | 1     | 0     |
| Total carrera           | Total carrera | Total carrera | 20    | 0     | 2                | 0                | 0                     | 0                     | 22    | 0     |